# الاکادی، اماسیا
الاکادی، اماسیا (به لاتین: Alakadı, Amasya) یک منطقهٔ مسکونی در ترکیه است که در استان آماسیه واقع شده‌است.